# Арцыбышева, Екатерина Николаевна
Екатери́на Никола́евна Арцы́бышева (26 ноября 1986, Ленинград) — российская горнолыжница. До 2009 года — профессиональная спортсменка, член сборной команды Ленинградской области, член национальной сборной команды России, участница двух чемпионатов мира по горнолыжному спорту среди юниоров (Италия-2005, Канада-2006), Чемпионата Мира среди военнослужащих (Австрия-2008), а также Всемирной Универсиады (Китай-2009), неоднократный призёр международных детско-юношеских соревнований, неоднократный призёр и победитель Всероссийских соревнований, участница открытых чемпионатов Норвегии и Финляндии. С 2007 года — национальный инструктор первой категории.

## Биография
Лыжами занимается с трёх лет.
Тренеры: отец — Николай Владимирович Арцыбышев, Наталья Валентиновна Захарова, Людмила Владимировна Кедрина
.
В сезоне 2002/03 годов выполнила нормы и требования для присвоения спортивного звания Мастер спорта России.
С 2007 года — лицо компании Fischer. Участвовала в рекламных съёмках, фотосессиях для журналов, в том числе Maxim и Skipass, теле и радиопередачах.
В 2008 году совместно с Марио Маттом и в 2009 году вела церемонии награждения за достижения в горнолыжном спорте «Диагноз: горы».
В 2008 году окончила факультет социологии Санкт-Петербургского государственного университета, защитила диплом на тему «Социологические особенности функционирования горнолыжных курортов» защитила на «отлично».
Увлечения: большой теннис, рисование, иностранные языки (английский, французский, итальянский, немецкий).
Не замужем, детей нет
.

## Изображения
- Чемпионат России по горнолыжному спорту. Слалом (женщины). На снимке: серебряная призёрка соревнований Екатерина Арцыбышева с отцом и тренером Николаем Арцыбышевым;
- Горнолыжный праздник на Воробьевых горах «Спортивная семья — здоровье Москвы». Соревнования на Кубок мэра. На снимке: стартуют Екатерина Арцыбышева (слева) и Ирина Лаптева;
- Кубок Мэра по горнолыжному спорту. Параллельный слалом. На снимке: Екатерина Арцыбышева;
- Чемпионат России по горнолыжному спорту. Слалом (женщины). На снимке: серебряная призёрка соревнований в этом виде Екатерина Арцыбышева
- С лыжами